# Aeroportul Bangassou
Aeroportul Bangassou (IATA: BGU, ICAO: FEFG) este un aeroport din Republica Centrafricană ce deservește zona Bangassou. A fost numit după zona deservită.
Situat la o altitudine de 499 m, aeroportul dispune de o singură pistă.